# Izomorfizm grafów
Izomorfizm grafów – graf G jest izomorficzny z grafem H, jeśli istnieje bijekcja („przeetykietowanie”) wierzchołków grafu H wierzchołkom grafu G, takie że jeśli jakieś dwa wierzchołki są połączone krawędzią w jednym z grafów, to odpowiadające im wierzchołki w drugim grafie również łączy krawędź.
Izomorfizm grafów zachowuje właściwie wszystkie interesujące własności, na przykład: liczbę wierzchołków, liczbę krawędzi, stopnie wierzchołków, spójność, planarność. Dlatego grafy izomorficzne zwykle utożsamia się.

## Rozstrzyganie izomorficzności
Problem rozstrzygania izomorficzności dwóch grafów należy do klasy NP, ale dotąd nie pokazano, aby był problemem NP-zupełnym. Z drugiej strony nie są znane wielomianowe algorytmy deterministyczne, probabilistyczne ani kwantowe rozwiązujące ten problem. Nie wiadomo też, czy problem należy do klasy co-NP.
Efektywne wielomianowe rozwiązania tego problemu znaleziono dla szczególnych klas grafów, między innymi:
- drzew (złożoność liniowa)[2]
- grafów planarnych
- grafów o ograniczonym stopniu
- grafów przedziałowych
- grafów permutacji
- grafów wypukłych

Uogólnieniem tego problemu jest problem izomorfizmu podgrafu, o którym wiadomo, że jest problemem NP-zupełnym.